# فیلیپ ویلسون
فیلیپ ویلسون (انگلیسی: Phillip Wilson؛ زادهٔ ۱۳ نوامبر ۱۹۹۶) قایقران روئینگ اهل نیوزیلند است.